# مارسل دوشومن
مارسل دوشومن (انگلیسی: Marcel Duchemin؛ زادهٔ ۲۰ اکتبر ۱۹۴۴) دوچرخه‌سوار اهل فرانسه است.